# HWA AG
HWA AG — тюнінг-ательє створене у 1999 р. Хансом Верном Ауфрехтом внаслідок розколу частини компанії AMG який і утворив цю компанію у 1967. У 1998 р. коли керівництво над AMG взяла на себе корпорація DaimlerChrysler, було вирішено звільнити частину виробництва і утворити окрему компанію HWA AG, яка випускатиме протюнінговані автомобілі Mercedes-Benz під логотипом AMG. HWA team і AMG — це найуспішніша команда в історії DTM. Пілоти цієї команди шість разів ставали чемпіонами цієї серії.